# Rumbula
Rumbula est un quartier de la banlieue de Latgale à Riga en Lettonie.

## Présentation
Rumbula est sur la rive droite du Daugava. En 2010, sa population s'élève à 368 habitants et son territoire s'étend sur 6,978 km2.
Rumbula est le site de la base aérienne de Rumbula (en), aéroport désaffecté autrefois utilisé par les armées soviétiques et lettones. Rumbula abrite aussi le Kurbads Ice Hall, qui sert d'arène habituelle à l'équipe de hockey sur glace HK Kurbads.
Rumbula est desservie par la gare de Rumbula (en), sur la ligne ferroviaire de Riga à Daugavpils (en).

## Massacre de Rumbula
Rumbula est surtout connue pour sa forêt de pins enclavée, qui est le lieu du massacre de 25 000 Juifs en 1941, qui s'inscrit dans la Shoah en Lettonie. Le massacre a eu lieu pendant deux journées non consécutives : le 30 novembre et le 8 décembre 1941. Il s'agit du deuxième plus grand massacre de la Shoah (le premier étant celui de Babi Yar en Ukraine) avant la mise en fonctionnement des centres d'extermination nazis. Cette atrocité est commise par l'Einsatzgruppe A secondé par le Sonderkommando Arājs.

## Galerie média

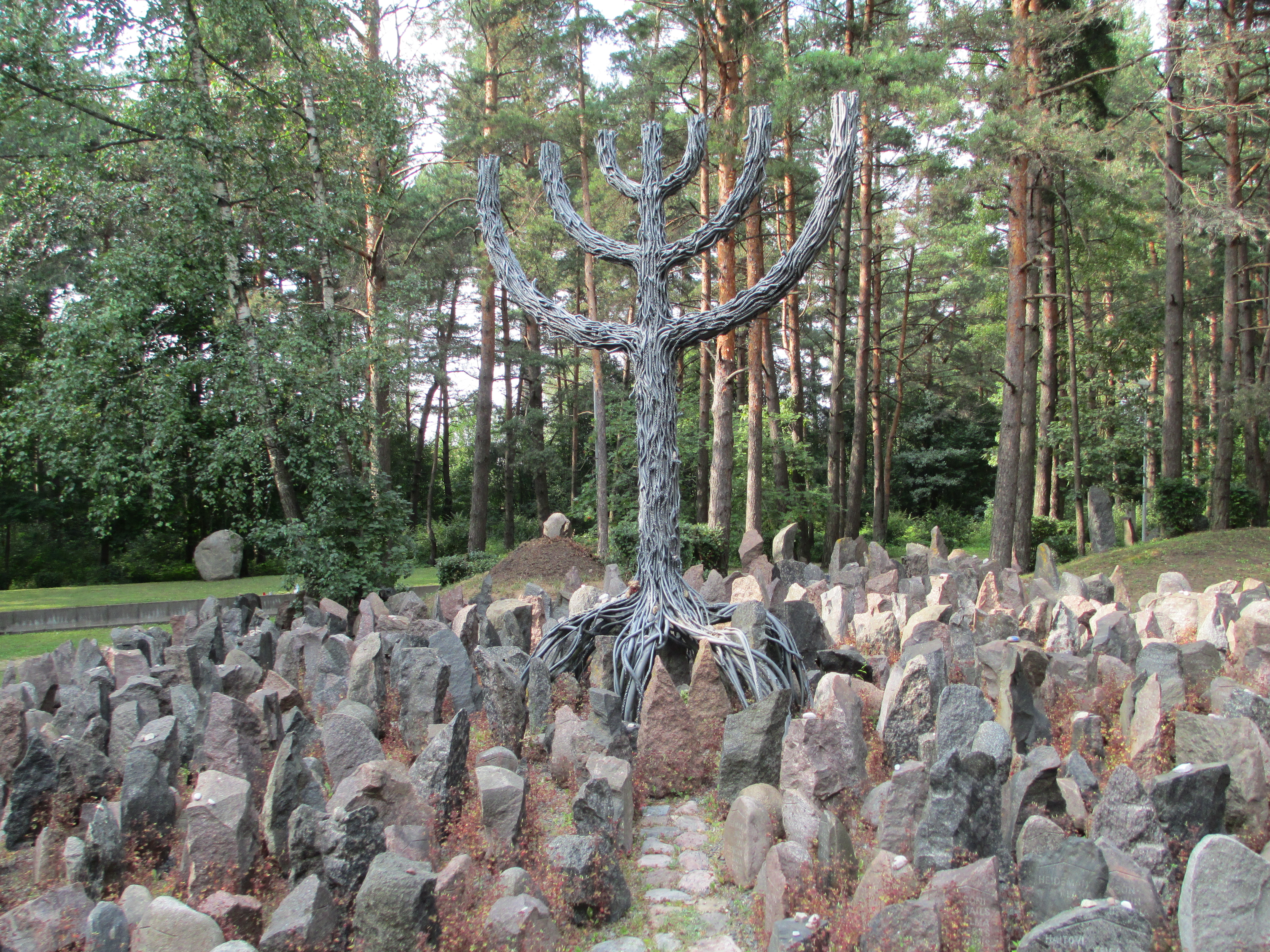
Mémorial à Rumbula
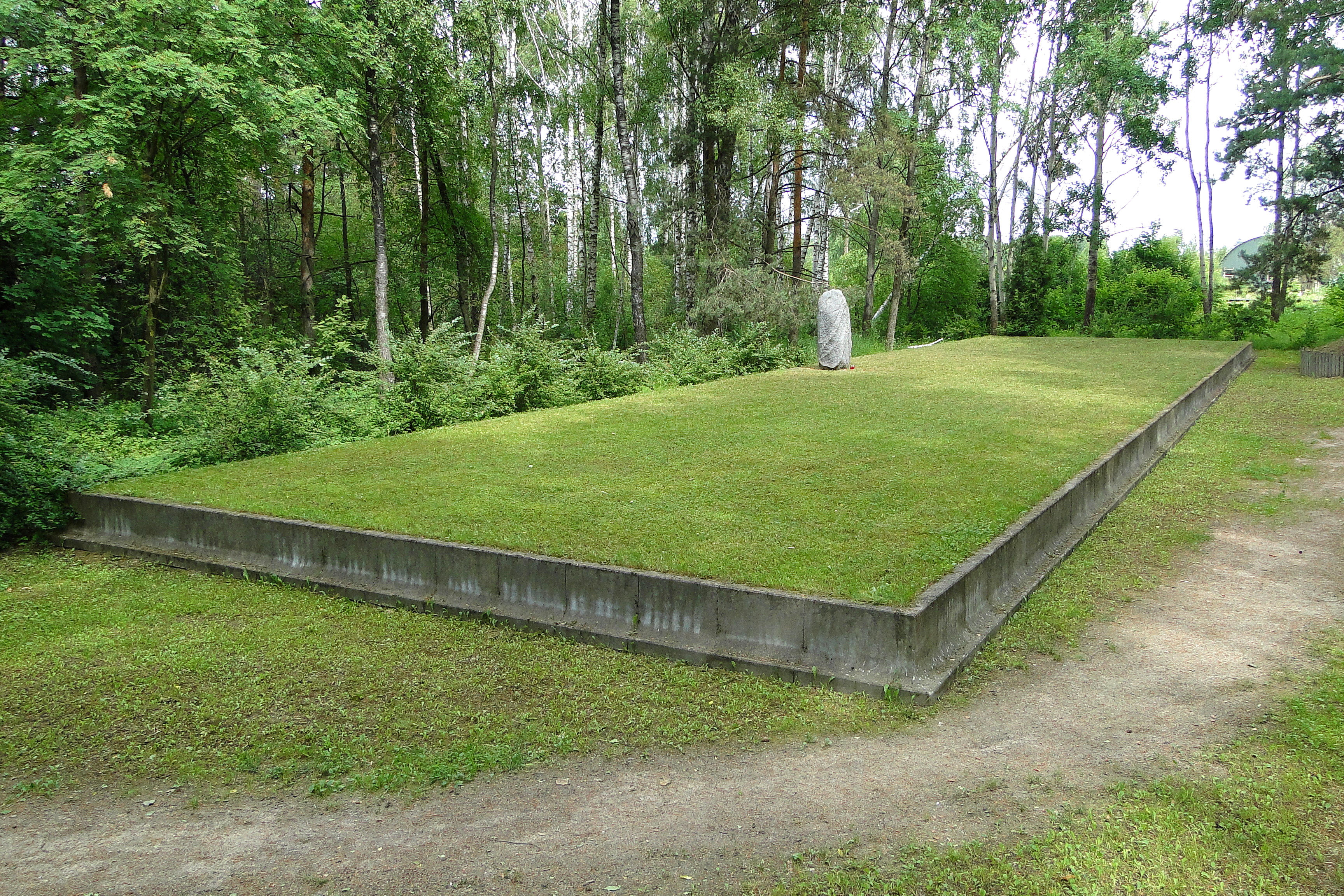
Charnier
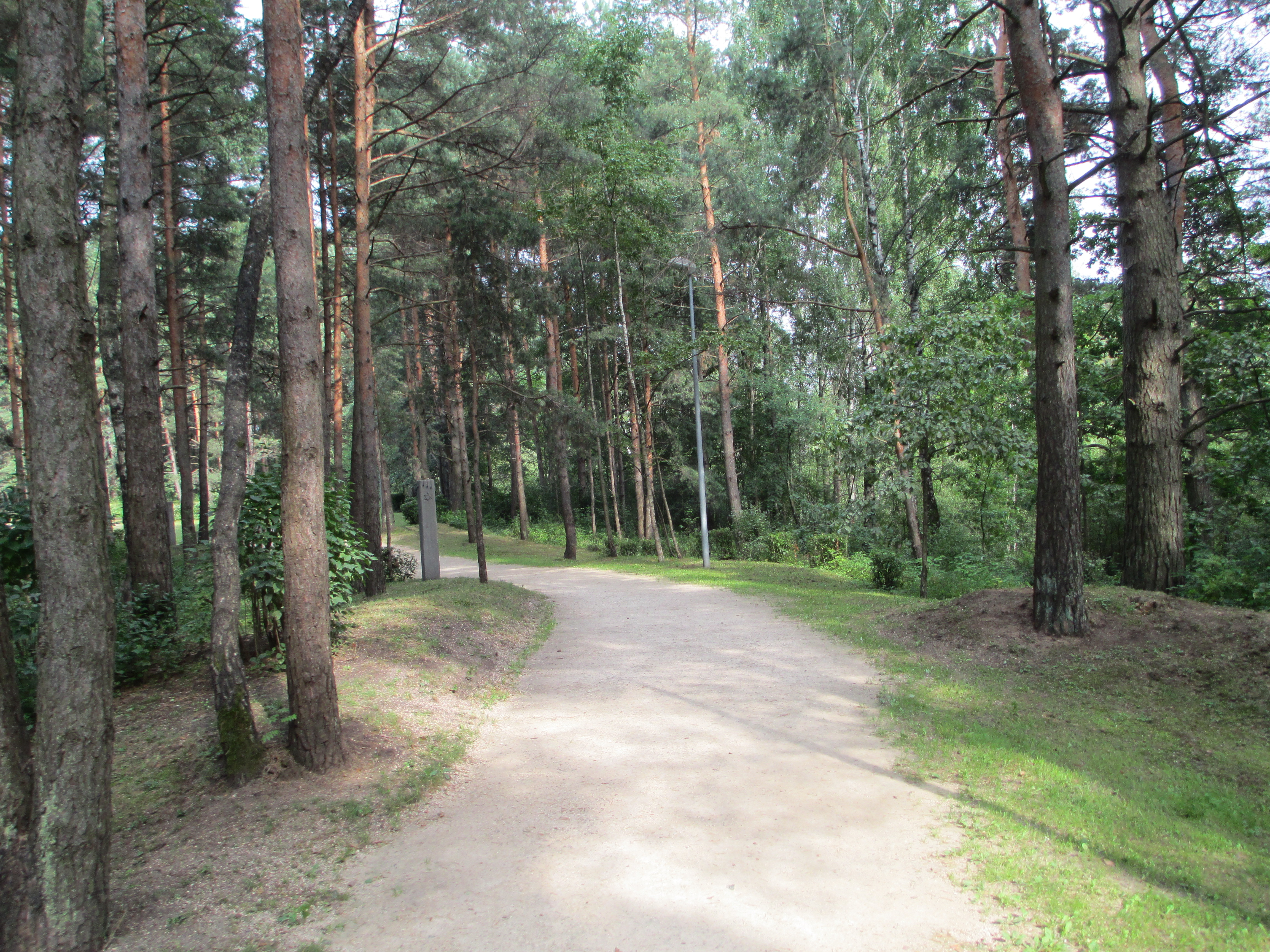
Site de mise à mort à Rumbula